# IAMX
IAMX est un projet musical solo lancé par Chris Corner. Chris Corner a d'ailleurs dit à maintes reprises qu’IAMX est très différent de sa réalité, de sa réelle personnalité et sa musique est une sorte « d'acte ». La musique d'IAMX est principalement liée à des sujets tels que les différentes pratiques du sexe, la mort, l'intoxication de stupéfiants, la bisexualité, la décadence, l'obsession, l'aliénation et quelques vagues allusions à la politique. Après avoir vécu à Berlin, où il dit avoir trouvé « L'esprit de prendre du recul vis-à-vis de l'industrie de la musique et prendre le chemin de l'indépendance », Chris Corner vit actuellement à Los Angeles.

## Albums
La musique d'IAMX est décrite comme « une musique très sombre, érotique avec les influences de la musique électro des années 80 ». Le premier album Kiss + Swallow est sorti en 2004.
Le second album d'IAMX, The Alternative est quant à lui sorti en avril 2006 en Europe, en octobre 2007 en version numérique au Royaume-Uni et en Irlande, et en novembre 2007 en version physique toujours au Royaume-Uni et en Irlande. En juin 2008, il sort en version physique aux USA. Une nouvelle sortie de son premier album Kiss + Swallow le 17 juin 2008 au US. Il inclut d'ailleurs une chanson qui n'était pas présente sur la première version I Polaroids et le remix de Kiss and Swallow. Elle comporte aussi une nouvelle couverture d'album.
L'album live, Live in Warsaw, est sorti le 14 novembre 2008.
Le 15 mai 2009 sort le troisième album d'IAMX, intitulé Kingdom of Welcome Addiction qui comporte notamment un duo avec Imogen Heap, My Secret Friend.
Une version remixée et retravaillée de l'album intitulé Dogmatique Infidel Comedown OK sort le 19 mars 2010. Les remix sont faits principalement par Chris Corner lui-même sous le pseudonyme de UNFALL, ainsi que d'autres remixes par d'autres artistes, dont Alec Empire, Terence Fixmer, Combichrist, Black Light Odyssey et d'autres. Les artistes en vedette sur l'album ont tous été sélectionnés et invités à contribuer par IAMX. Le titre de l'album de Remix est une anagramme du titre de l'album original Kingdom of Welcome Addiction.
Le 4e album d'IAMX, Volatile Times sort le 18 mars 2011. Le premier single issu de ce nouvel album s'intitule Ghosts of Utopia et sort le 25 février 2011.
Annoncé pour l'année 2012, le cinquième album d'IAMX, The Unified Field, sort finalement en 2013, coproduit par Jim Abbiss. Le premier single est la chanson éponyme.
En novembre 2014, Chris Corner annonce sur son compte twitter qu'il est en train de préparer son sixième album. Le premier single, Happiness, sort en juin 2015, tandis que le second, Oh Cruel Darkness Embrace Me, sort en septembre. L'album, nommé Metanoia, sort finalement le 2 octobre 2015. Le troisième single, North Star, sort le 19 février 2016.

## Groupe Live
Le groupe sur scène est composé de :
- Chris Corner (voix, guitares, claviers, percussions)
- Janine Gezang (basse, claviers, chœurs)
- Sammi Doll (claviers, chœurs)
- Jon Siren (batterie)
- Brett Leitch (musique et technique)

Anciens membres
- Alberto Alvarez (guitare, chœurs, percussions)
- MAX (boîte à rythmes)
- Caroline Weber (batterie, percussions)

## Discographie

### Albums studio
- Kiss + Swallow (Recall) - 13 juillet 2004
- The Alternative (61seconds) - 28 avril 2006
- Kingdom of Welcome Addiction (61seconds) - 19 mai 2009
- Dogmatic Infidel Comedown OK (61seconds) - 19 mars 2010
- Volatile Times - 18 mars 2011
- The Unified Field - 22 mars 2013
- Metanoia - 2 octobre 2015
- Everything Is Burning (Metanoia Addendum) - 2 septembre 2016
- Unfall - 22 septembre 2017
- Alive in New Light - 2 février 2018
- Machinate - 13 novembre 2021
- Fault Lines¹ - 12 mai 2023

### Maxi et Live
- Your Joy Is My Low (Recall) - 1er janvier 2004
- Your Joy Is My Low Remixes (Anorak Supersport) - 26 mai 2005
- President (iTunes Store) - 9 septembre 2008
- Live in Warsaw (61seconds) - 14 novembre 2008
- Echo Echo (Acoustic album) - 13 mars 2020

### Singles
| Année | Titre                               | Label                                                                  | Album                        |
| ----- | ----------------------------------- | ---------------------------------------------------------------------- | ---------------------------- |
| 2004  | Your Joy Is My Low                  | Recall                                                                 | Kiss + Swallow               |
| 2004  | Kiss and Swallow                    | Tennis Schallplatten / Metropolis Records                              | Kiss + Swallow               |
| 2005  | Missile                             | Tennis Schallplatten                                                   | Kiss + Swallow               |
| 2006  | Spit It Out                         | 61seconds / Major Records                                              | The Alternative              |
| 2006  | President / Spit It Out             | 61seconds / Major Records                                              | The Alternative              |
| 2006  | The Alternative                     | Major Records                                                          | The Alternative              |
| 2007  | Nightlife                           | 61seconds / Major Records                                              | The Alternative              |
| 2008  | The Alternative                     | Fiction / No Carbon / Genepool (UK only)                               | The Alternative              |
| 2008  | President                           | Fiction / No Carbon / Genepool (UK only)                               | The Alternative              |
| 2008  | Spit It Out                         | Metropolis Records (US only), Fiction / No Carbon / Genepool (UK only) | The Alternative              |
| 2008  | Song of Imaginary Beings            | Metropolis Records (US only)                                           | The Alternative              |
| 2008  | President                           | Metropolis Records (US only)                                           | The Alternative              |
| 2008  | Think of England                    | 61seconds / Metropolis Records                                         | Kingdom of Welcome Addiction |
| 2009  | The Great Shipwreck of Life         | 61seconds                                                              | Kingdom of Welcome Addiction |
| 2009  | Tear Garden                         | 61seconds / Metropolis Records                                         | Kingdom of Welcome Addiction |
| 2009  | My Secret Friend (with Imogen Heap) | 61seconds / Metropolis Records                                         | Kingdom of Welcome Addiction |
| 2011  | Ghosts of Utopia                    | 61seconds                                                              | Volatile Times               |
| 2011  | Bernadette                          | 61seconds                                                              | Volatile Times               |
| 2011  | Volatile Times                      | 61seconds                                                              | Volatile Times               |
| 2012  | Quiet The Mind                      | 61 seconds                                                             | The Unifield Field           |
| 2012  | The Unified Field                   | 61seconds                                                              | The Unified Field            |
| 2013  | Come Home                           | 61seconds                                                              | The Unified Field            |
| 2015  | Happiness                           | 61seconds                                                              | Metanoia                     |
| 2015  | Oh Cruel Darkness Embrace Me        | 61seconds                                                              | Metanoia                     |
| 2015  | No Maker Made Me                    | 61seconds                                                              | Metanoia                     |
| 2016  | North Star                          | 61seconds                                                              | Metanoia                     |
| 2016  | The Void                            | IAMX Productions INC                                                   | Everything Is Burning        |